# Richard Kurt Mettig
Richard Kurt Mettig (* 21. August 1866 in Dresden; † 24. Juli 1927 in Dresden) war ein deutscher Jurist, Lokalpolitiker und höherer sächsischer Staatsbeamter. Er war Bürgermeister und Reichsbahndirektionspräsident.

## Leben und Wirken
Nach der Matura besuchte er die Technische Hochschule in Dresden. Durch die Vorlesungen über Volkswirtschaft angeregt, wechselte er auf die Universität Leipzig, wo er Rechtswissenschaft und Volkswirtschaft studierte.
Nachdem er im Januar 1890 die erste juristische Staatsprüfung bestanden hatte, war er als Referendar bei verschiedenen sächsischen Justizbehörden und Rechtsanwälten tätig. 1894 legte er die zweite Staatsprüfung ab und blieb als Assessor und Hilfsrichter im Justizdienst. Ende April 1895 schied er aus dem Justizdienst aus und wurde Bürgermeister der Stadt Frankenberg in Sachsen.
1899 erfolgte seine Wahl zum Mitglied der evangelisch-lutherischen Landessynode, der er bis 1909 angehörte. Am 1. März 1904 wurde Mettig zum Bürgermeister der Stadt Reichenbach i. V. gewählt und am 1. September 1907 unter Verleihung des Titels und Ranges als Oberfinanzrat in das Königlich Sächsische Finanzministerium nach Dresden berufen.
Im Mai 1909 wurde er zum Geheimen Finanzrat und am 1. November 1909 zum Vortragenden Rate befördert. Am 1. Juli 1911 erfolgte seine Ernennung zum Vizepräsidenten der Königlich Sächsischen Generaldirektion der Sächsischen Staatseisenbahnen. Nach der Bildung des Freistaates Sachsen wurde er Präsident der Reichsbahndirektion Dresden.
Mettig wurde 1927 auf dem Oberloschwitzer Friedhof unter großer öffentlicher Anteilnahme bestattet.